# Третьяков Андрій Федорович
Андрій Федорович Третьяков (1 вересня 1905, село Нижні Деревеньки Льговського повіту Курської губернії, тепер Льговського району Курської області, Російська Федерація — 22 травня 1966, місто Москва, тепер Російська Федерація) — радянський діяч, міністр медичної промисловості СРСР, міністр охорони здоров'я СРСР. Депутат Верховної Ради РРФСР 2-го скликання. Кандидат медичних наук (1958).

## Біографія
Народився в селянській родині. З 1917 до 1922 року працював у селянському господарстві батька.
У 1922—1923 роках — секретар Нижньодеревенського волосного комітету комсомолу Курської губернії.
У 1923—1924 роках — голова Нижньодеревенського волосного селянського комітету; заступник голови виконавчого комітету Нижньодеревенської волосної ради Льговського повіту Курської губернії.
У 1924—1929 роках — студент медичного факультету Воронезького державного університету.
Член ВКП(б) з 1926 року.
У вересні 1929 — вересні 1930 року — завідувач Тамбовського окружного відділу охорони здоров'я.
У вересні 1930 — вересні 1933 року — завідувач Щигровського районного відділу охорони здоров'я Центрально-Чорноземної області.
У вересні 1933 — червні 1934 року — завідувач Курського міського відділу охорони здоров'я Центрально-Чорноземної області.
У червні 1934 — липні 1935 року — завідувач Курського обласного відділу охорони здоров'я.
У липні 1935 — березні 1939 року — завідувач Калінінського обласного відділу охорони здоров'я.
Одночасно з 1938 до березня 1939 року — головний лікар Калінінського лікарняного містечка.
У березні 1939 — лютому 1940 року — начальник Головного управління курортів та санаторіїв Народного комісаріату охорони здоров'я СРСР.
У лютому 1940 — липні 1946 року — народний комісар (міністр) охорони здоров'я Російської РФСР.
14 червня 1946 — 1 березня 1948 року — міністр медичної промисловості СРСР.
У березні 1948 — січні 1953 року — директор Центрального інституту курортології Міністерства охорони здоров'я СРСР.
27 січня 1953 — 1 березня 1954 року — міністр охорони здоров'я СРСР.
У березні 1954 — вересні 1965 року — начальник Управління лікувально-трудової експертизи Міністерства соціального забезпечення РРФСР.
З вересня 1965 року — персональний пенсіонер союзного значення в Москві.
Помер 22 травня 1966 року після важкої, недовготривалої хвороби в Москві. Похований на Новодівичому цвинтарі Москви.

## Нагороди
- два ордени Леніна
- орден «Знак Пошани»
- медалі